# HMS Archer (P264)
Pour les autres navires du même nom, voir HMS Archer.
Le HMS Archer est un patrouilleur, navire de tête de sa classe, de la Royal Navy.

## Histoire
La classe Archer est construite comme navire-école de la Royal Naval Reserve, mais après un usage limité, elle est transférée à l'University Royal Naval Unit. Le rôle d'un navire de formation dans un URNU est de donner aux étudiants la possibilité de recevoir une formation pratique et d'acquérir de l'expérience à flot. Le programme est généralement divisé en deux périodes de formation : le week-end ou des déploiements plus longs pendant les vacances scolaires de Pâques et d'été.
L’Archer devient le navire-école de l'URNU d'Aberdeen en 1991, succédant au Chaser. Lors des déploiements à l'occasion des vacances de Pâques et d'été, il visite des ports des Hébrides extérieures et à l'est de la Grande-Bretagne, en Irlande, aux Pays-Bas, en Norvège et dans la Baltique. Ces déploiements plus longs sont souvent réalisés en compagnie d'autres navires tels que l'Example et l'Explorer.
L'UNRU d'Aberdeen est en service de 1967 à 2012 puis est transférée à Édimbourg. À l'été 2012, le navire va au chantier naval de Rosyth pour servir avec l'UNRU d'Édimbourg et accroître la présence de la Royal Navy à Édimbourg.
En juin 2017, l’Archer, en compagnie des HMS Smiter, Ranger et Exploit, est déployé en mer Baltique dans le cadre d'un exercice militaire internationale ; il s'agit du premier exercice auquel les patrouilleurs de classe Archer participent.

## Affiliations
- HMS Vanguard